# Essey
Pour les articles homonymes, voir Essey (homonymie).
Essey est une commune française située dans le département de la Côte-d'Or, en région Bourgogne-Franche-Comté.

## Géographie
La source de l'Armançon se situe sur le territoire de la commune, en lisière de forêt au lieu-dit Tagny. Elle est visible depuis le chemin qui mène aux fonds de Tagny où était implanté un village gaulois. Le chemin est une ancienne voie celtique qui reliait Autun en Saône-et-Loire à Flavigny en Côte-d'Or et à l'Est de la Gaule.[réf. souhaitée]

### Climat
Pour des articles plus généraux, voir Climat de la Bourgogne-Franche-Comté et Climat de la Côte-d'Or.
En 2010, le climat de la commune est de type climat des marges montargnardes, selon une étude du Centre national de la recherche scientifique s'appuyant sur une série de données couvrant la période 1971-2000. En 2020, Météo-France publie une typologie des climats de la France métropolitaine dans laquelle la commune est exposée à un climat océanique altéré et est dans la région climatique  Lorraine, plateau de Langres, Morvan, caractérisée par un hiver rude (1,5 °C), des vents modérés et des brouillards fréquents en automne et hiver. 
Pour la période 1971-2000, la température annuelle moyenne est de 10,4 °C, avec une amplitude thermique annuelle de 17,4 °C. Le cumul annuel moyen de précipitations est de 890 mm, avec 12,3 jours de précipitations en janvier et 7,8 jours en juillet. Pour la période 1991-2020, la température moyenne annuelle observée sur la station météorologique de Météo-France la plus proche, « Pouilly-en-Aux_sapc », sur la commune de Pouilly-en-Auxois à 7 km à vol d'oiseau, est de 10,7 °C et le cumul annuel moyen de précipitations est de 859,1 mm,. Pour l'avenir, les paramètres climatiques de la commune estimés pour 2050 selon différents scénarios d'émission de gaz à effet de serre sont consultables sur un site dédié publié par Météo-France en novembre 2022.

## Urbanisme

### Typologie
Au 1er janvier 2024, Essey est catégorisée commune rurale à habitat dispersé, selon la nouvelle grille communale de densité à 7 niveaux définie par l'Insee en 2022.
Elle est située hors unité urbaine et hors attraction des villes,.

### Occupation des sols
L'occupation des sols de la commune, telle qu'elle ressort de la base de données européenne d’occupation biophysique des sols Corine Land Cover (CLC), est marquée par l'importance des territoires agricoles (64,6 % en 2018), une proportion sensiblement équivalente à celle de 1990 (64,9 %). La répartition détaillée en 2018 est la suivante : 
prairies (44,5 %), forêts (32,9 %), terres arables (20,1 %), zones urbanisées (2,5 %). L'évolution de l’occupation des sols de la commune et de ses infrastructures peut être observée sur les différentes représentations cartographiques du territoire : la carte de Cassini (XVIIIe siècle), la carte d'état-major (1820-1866) et les cartes ou photos aériennes de l'IGN pour la période actuelle (1950 à aujourd'hui).

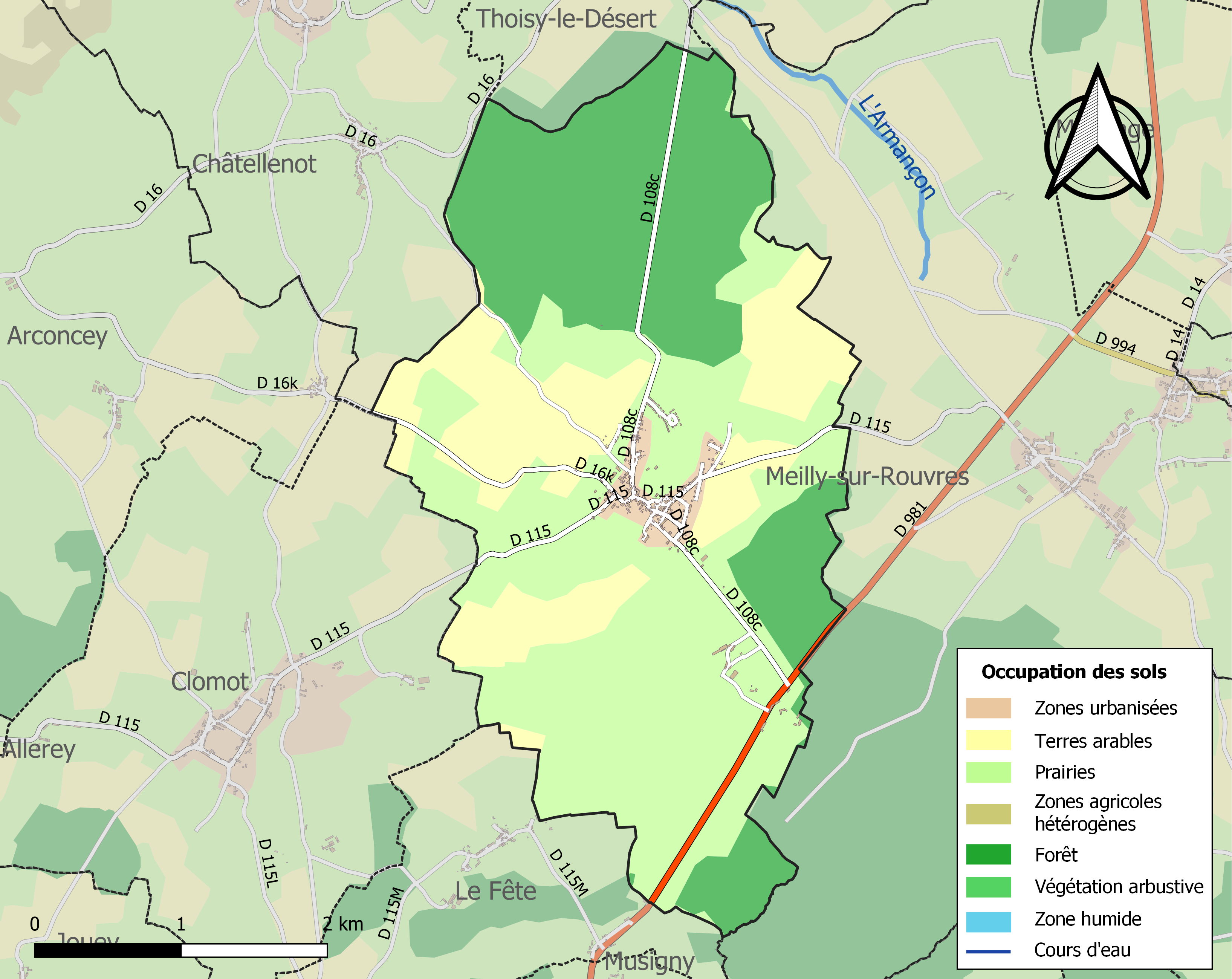
Carte des infrastructures et de l'occupation des sols de la commune en 2018 (CLC).

## Histoire
Ce sont les nombreux objets ramassés qui permirent d'identifier le fanum, aux sources de l'Armançon. Les photos aériennes prises en 1982 révèlent les deux carrés du fanum parmi les autres traces de constructions.
Essey a bénéficié d'une gare sur la ligne d'Épinac à Pouillenay de 1891 au 4 octobre 1953 pour le service voyageurs. Le service marchandises est maintenu jusqu'au 1er octobre 1988 d'Arnay-le-Duc à Pouillenay. La ligne est entièrement déclassée le 14 février 1992.

## Politique et administration
| Période                                  | Période  | Identité               | Étiquette | Qualité                                                                  |
| ---------------------------------------- | -------- | ---------------------- | --------- | ------------------------------------------------------------------------ |
| 1929                                     | 1944     | François de Champeaux  | AD        | Député de la Côte-d'Or Conseiller général du canton de Pouilly-en-Auxois |
| 1983                                     | 2008     | Jean-Marc Chalut-Natal | SE        |                                                                          |
| 2008                                     | En cours | Monique Casamayor      | SE        | Employée                                                                 |
| Les données manquantes sont à compléter. |          |                        |           |                                                                          |

## Démographie
L'évolution du nombre d'habitants est connue à travers les recensements de la population effectués dans la commune depuis 1793. Pour les communes de moins de 10 000 habitants, une enquête de recensement portant sur toute la population est réalisée tous les cinq ans, les populations de référence des années intermédiaires étant quant à elles estimées par interpolation ou extrapolation. Pour la commune, le premier recensement exhaustif entrant dans le cadre du nouveau dispositif a été réalisé en 2008.

En 2022, la commune comptait 308 habitants, en évolution de +11,59 % par rapport à 2016 (Côte-d'Or : +0,82 %, France hors Mayotte : +2,11 %).
| 1793 | 1800 | 1806 | 1821 | 1831 | 1836 | 1841 | 1846 | 1851 |
| ---- | ---- | ---- | ---- | ---- | ---- | ---- | ---- | ---- |
| 321  | 356  | 396  | 416  | 387  | 380  | 371  | 366  | 365  |

| 1856 | 1861 | 1866 | 1872 | 1876 | 1881 | 1886 | 1891 | 1896 |
| ---- | ---- | ---- | ---- | ---- | ---- | ---- | ---- | ---- |
| 328  | 344  | 344  | 365  | 368  | 333  | 335  | 323  | 360  |

| 1901 | 1906 | 1911 | 1921 | 1926 | 1931 | 1936 | 1946 | 1954 |
| ---- | ---- | ---- | ---- | ---- | ---- | ---- | ---- | ---- |
| 355  | 328  | 307  | 245  | 228  | 222  | 224  | 235  | 294  |

| 1962 | 1968 | 1975 | 1982 | 1990 | 1999 | 2006 | 2008 | 2013 |
| ---- | ---- | ---- | ---- | ---- | ---- | ---- | ---- | ---- |
| 163  | 166  | 183  | 172  | 122  | 140  | 179  | 186  | 263  |

| 2018 | 2022 | - | - | - | - | - | - | - |
| ---- | ---- | - | - | - | - | - | - | - |
| 274  | 308  | - | - | - | - | - | - | - |

## Culture locale et patrimoine

### Lieux et monuments
- Les ruines archéologiques gallo-romaines (site enfoui).
- Le château de Villeneuve devenu un institut médico-éducatif.

### Personnalités liées à la commune
- François de Champeaux (1903-1980), né à Essey, maire en 1929, député de la Côte-d'Or en 1936, Résistant

### Héraldique
| Blason | Blasonnement : De gueules au chevron d'argent accompagné de trois roses tigées et feuillées du même. |